# Zrikavci
Zrikavci (lat. Gryllidae) su insekti iz nadporodice Grylloidea u redu Orthoptera (ravnokrilaca) kojima su livade glavno stanište. Poput skakavaca imaju dve duge noge za skakanje, te se često sa njima i poistovećuju. Telo imaju donekle spljošteno, a imaju i duga ticala (antene). Oni pripadaju potfamiliji Ensifera. Tipski rod je Gryllus i prvi je upotrebio ime porodice Gryllidae Voker.
Ime su dobili po karakterističnom glasanju, zrikanju, kojim se mužjaci udvaraju ženkama, a proizvode je stridulacijom. Pare se u kasno leto a jaja ležu u jesen. Zrikavci su omnivorni lešinari kao i cvrčci a svojim relativno čvrstim čeljustima hrane se organskim raspadajućim materijalom, a u slučaju da nedostaje hrane jedu i uginula tela svoje vlastite vrste. 
Oni su distribuirani širom sveta (osim Antarktika). Najveći članovi porodice su 5 cm (2 in) dugački bikovski cvrčci (Brachytrupes) koji iskopavaju rupe duboke metar i više. Cvrčci (Oecanthinae) su nežni beli ili bledo zeleni insekti sa prozirnim prednjim krilima, dok su poljski cvrčci (Gryllinae) robusno smeđi ili crni insekti.

## Taksonomija

### Potfamilije
Familija je podeljen u sledeće grupe potfamilija, potfamilije, i izumrle rodove:
- Grupa potfamilija  – obični ili poljski cvrčci
  - 
    -  Krato formacija, Brazil
    -  Krato formacija, Brazil, Aptijan
    -  Krato formacija, Brazil, Aptijan
    -  Džun-Bejn Formacija, Mongolija, Aptijan
    -  Džun-Bejn Formacija, Mongolija, Aptijan
    -  krato Formacija, Brazil, Aptijan
- Grupa potfamilija Podoscirtinae
  -  – anomalni cvrčci
- Podfamilija
- Podfamilija
- Nerazvrstana podfamilija: uglavnom izumrla
  - rod 
  - rod 
  - rod [7] Fur Formation, Denmark, Ypresian
  - rod 
  - rod 
  - rod  (probno postavljanje[8])
  - rod 
  - rod 
  - rod

### Rodovi
Abaxitrella, Abmisha, Absonemobius, Acanthogryllus, Acanthoplistus, Acantoluzarida, Acheta, Aclella, Acophogryllus, Acroneuroptila, Acrophonus, Adelosgryllus, Adenophallusia, Adenopterus, Afrotruljalia, Agnotecous, Agryllus, Ahldreva, Ajorama, Alexandrina, Allochrates, Allogryllus, Allonemobius, Allotrella, Amanayara, Amblyrhethus, Amonemobius, Amphiacusta, Amusina, Amusodes, Amusurgus, Anacusta, Anacyrtoxipha, Anaudus, Anaxipha, Anaxiphomorpha, Anele, Anendacusta, Angolagryllus, Anisotrypus, Anophtalmotes, Antillicharis, Antilliclodes, Anurogryllus, Apedina, Apentacentrus, Aphasius, Aphemogryllus, Aphonoides, Aphonomorphus, Apiotarsoides, Apiotarsus, Apteracla, Apterocryncus, Apterogryllus, Apteronemobius, Apterosvercus, Aracamby, Arachnomimus, Arachnopsita, Argizala, Arilpa, Aritella, Aspidogryllus, Astrupia, Atrella, Atruljalia, Avdrenia, Benoistella, Beybienkoana, Bobilla, Bofana, Brachytrupes, Brasilodontus, Brevimunda, Brevizacla, Bullita, Burrianus, Caconemobius, Cacoplistes, Cacruzia, Callogryllus, Calperum, Calscirtus, Caltathra, Cantrallia, Capillogryllus, Cardiodactylus, Carylla, Cephalogryllus, Ceyloria, Changiola, Chremon, Clearidas, Coiblemmus, Comidoblemmus, Conatrullus, Conoblemmus, Conogryllus, Cophella, Cophogryllus, Copholandrevus, Cophonemobius, Cophoscottia, Cophus, Corixogryllus, Cranistus, Creolandreva, Crockeriola, Crynculus, Cryncus, Cylindrogryllus, Cyrtoprosopus, Cyrtoxipha, Cyrtoxiphoides, Daintria, Damaracheta, Dambachia, Deinutona, Depressogryllus, Depressotrella, Dianemobius, Diatrypa, Dictyonemobius, Dinomunda, Discoptila, Discotathra, Dolichogryllus, Dolichoxipha, Dongwana, Doposia, Doroshenkoa, Drelanvus, Duolandrevus, Dyscophogryllus, Ectecous, Ectodrelanva, Ectotrypa, Ecuazarida, Eidmanacris, Electrogryllus, Eleva, Endacusta, Endecous, Endodrelanva, Endolandrevus, Endophallusia, Endotaria, Eneoptera, Eneopteroides, Escondacla, Estrellina, Euaphonus, Eugryllina, Eugryllodes, Eumadasumma, Eunemobius, Eupodoscirtus, Eurepa, Eurepella, Eurygryllodes, Euscyrtodes, Euscyrtus, Exomunda, Falcicula, Fijina, Fijixipha, Fryerius, Furcimunda, Furcitrella, Ganoblemmus, Geogryllus, Gialaia, Ginidra, Glandulosa, Goniogryllus, Gorochovius, Gryllaphonus, Gryllapterus, Grylliscus, Gryllita, Gryllodeicus, Grylloderes, Gryllodes, Gryllodinus, Gryllomimus, Gryllomorpha, Gryllopsis, Gryllosoma, Gryllus, Guabamima, Gymnogryllus, Hapithoides, Hapithus, Hebardinella, Hemicophus, Hemigryllus, Hemilandreva, Hemiphonoides, Hemiphonus, Hemitrella, Hemitruljalia, Hemitrullus, Heterecous, Heterogryllus, Heterotrypus, Hirpinus, Hispanogryllus, Holoblemmus, Homalogryllus, Homalotrypus, Homoeogryllus, Homoeoxipha, Homonemobius, Howeta, Hydropedeticus, Hygronemobius, Hymenoptila, Idiotrella, Ignambina, Indotrella, Insulascirtus, Ionemobius, Itara, Itaropsis, Itarotathra, Izecksohniella, Jabulania, Jarawasia, Jareta, Jarmilaxipha, Joadis, Kadavuxipha, Kameruloria, Kazuemba, Kempiola, Kerinciola, Kevanacla, Kilimagryllus, Knyella, Koghiella, Koilenoma, Kotama, Kumalorina, Kurtguentheria, Landreva, Laranda, Larandeicus, Larandopsis, Lasiogryllus, Laupala, Laurellia, Laurepa, Lebinthus, Lepidogryllus, Leptogryllus, Leptonemobius, Leptopedetes, Leptopsis, Lerneca, Lernecella, Lernecopsis, Levuxipha, Ligypterus, Lissotrachelus, Lobeda, Longizacla, Longuripes, Loretana, Loxoblemmus, Luzara, Luzarida, Luzaridella, Luzaropsis, Luzonogryllus, Macroanaxipha, Macrogryllus, Madasumma, Malgasotrella, Maluagryllus, Margarettia, Marinemobius, Marliella, Mashiyana, Matuanus, Mayagryllus, Mayumbella, Megalamusus, Megalogryllus, Melanogryllus, Melanotes, Meloimorpha, Menonia, Meristoblemmus, Merrinella, Metioche, Metiochodes, Mexiacla, Microlandreva, Microlerneca, Micronemobius, Mikluchomaklaia, Mimicogryllus, Minutixipha, Miogryllodes, Miogryllus, Mistshenkoana, Mitius, Mjobergella, Mnesibulus, Modicogryllus, Modicoides, Mombasina, Monopteropsis, Munda, Myara, Myrmegryllus, Nambungia, Nanixipha, Narellina, Natalogryllus, Natula, Nausorixipha, Nemobiodes, Nemobiopsis, Nemobius, Nemoricantor, Neoacla, Neogryllodes, Neogryllopsis, Neometrypus, Neomorpha, Neonemobius, Neoxabea, Neozvenella, Nesitathra, Nessa, Ngamarlanguia, Nigrothema, Nimbagryllus, Niquirana, Nisitrus, Noctitrella, Noctivox, Notosciobia, Oaxacla, Ochraperites, Odontogryllodes, Odontogryllus, Oecanthodes, Oecanthus, Oediblemmus, Oligachaeta, Ombrotrella, Omogryllus, Oreolandreva, Orintia, Orocharis, Orochirus, Orthoxiphus, Otteana, Ottedana, Ovaliptila, Pachyaphonus, Palpigera, Pangrangiola, Paniella, Papava, Paputona, Paracophella, Paracophus, Paragryllodes, Paragryllus, Paralandrevus, Paraloxoblemmus, Parametrypa, Paranaudus, Paranemobius, Paranisitra, Paranurogryllus, Parapentacentrus, Paraphasius, Paraphonus, Parasciobia, Parasongella, Paratrigonidium, Parendacustes, Paroecanthus, Patiscodes, Patiscus, Pendleburyella, Pentacentrodes, Pentacentrus, Peru, Petaloptila, Phaeogryllus, Phaeophilacris, Phalangacris, Phalangopsina, Phalangopsis, Phaloria, Philippopsis, Phonarellus, Phoremia, Phyllogryllus, Phyllopalpus, Phylloscyrtus, Phyllotrella, Picinguaba, Pictonemobius, Pictorina, Plebeiogryllus, Podogryllus, Podoscirtodes, Podoscirtus, Poliogryllus, Polionemobius, Poliotrella, Ponca, Posus, Prodiatrypa, Prognathogryllus, Prolandreva, Prolaupala, Prolonguripes, Prosecogryllus, Prosthacusta, Prosthama, Protathra, Protomunda, Proturana, Prozvenella, Pseudendacusta, Pseudolebinthus, Pseudomadasumma, Pseudotrigonidium, Pseudotruljalia, Pseudounka, Pteronemobius, Pteroplistes, Qingryllus, Regoza, Rehniella, Repapa, Rhabdotogryllus, Rhicnogryllus, Riatina, Rubrogryllus, Rufocephalus, Rumea, Rupilius, Sabelo, Salmanites, Saopauloa, Savuxipha, Scapsipedoides, Scapsipedus, Scepastus, Schizotrypus, Sciobia, Sclerogryllus, Scottiola, Selvacla, Selvagryllus, Seychellesia, Sigagryllus, Sigeva, Silvastella, Silvinella, Sipho, Smicrotes, Solepa, Songella, Sonotrella, Specnia, Speonemobius, Sphecogryllus, Spinogryllus, Spinotrella, Squamigryllus, Stenaphonus, Stenoecanthus, Stenogryllus, Stenonemobius, Stenotrella, Stephoblemmus, Stilbogryllus, Strinatia, Strogulomorpha, Strophiola, Subtiloria, Sudanicus, Sumatloria, Sutepia, Svercacheta, Svercoides, Svercus, Svistella, Swezwilderia, Symphyloxiphus, Taciturna, Tafalisca, Tahitina, Tahitinemobius, Tairona, Taiwanemobius, Tamborina, Tarbinskiellus, Tartarogryllus, Tathra, Tavukixipha, Teleogryllus, Tembelingiola, Territirritia, Thaumatogryllus, Thetella, Thiernogryllus, Tincanita, Tohila, Tozeria, Tramlapiola, Trelleora, Trellius, Tremellia, Trigonidium, Trigonidomimus, Truljalia, Trullus, Tugainus, Tumpalia, Turana, Turanogryllus, Tympanogryllus, Ultratrella, Uluguria, Umbulgaria, Unithema, Unka, Uvaroviella, Valchica, Valiatrella, Vanuaxipha, Vanzoliniella, Varitrella, Vasilia, Veisarixipha, Velapia, Velarifictorus, Vescelia, Vietacheta, Viphyus, Vitixipha, Vudaxipha, Walkerana, Xabea, Xenogryllus, Yoyuteris, Zacla, Zaclotathra, Zamunda, Zaora, Zarceomorpha, Zarceus, Zucchiella, Zvenella, Zvenellomorpha.

## Napomene
1. ↑  Many taxa in the Ensifera may be called crickets sensu lato, including the Rhaphidophoridae – cave or camel crickets; Stenopelmatidae – Jerusalem or sand crickets; Mogoplistidae – scaly crickets; Gryllotalpidae – mole crickets; Anabrus – mormon crickets; Myrmecophilidae – ant crickets; and Tettigoniidae –  the bush crickets or katydids.